# Коронавірусна хвороба 2019 у Таджикистані
Спалах коронавірусної хвороби 2019 у Таджикистані — це поширення пандемії коронавірусної хвороби 2019 на територію Таджикистану. Коронавірусна хвороба уперше виявлена в країні лише у кінці квітня 2020 року, на п'ятому місяці поширення пандемії у світі. Перші випадки коронавірусної хвороби в Таджикистані підтверджені 30 квітня 2020 року в Душанбе та Худжанді. На 2 травня в країні підтверджено 32 випадки інфікування вірусом COVID-19, а вже 3 травня кількість зареєстрованих випадків зросла до 128, з них 2 смертельних. Протягом травня кількість хворих у країні різко зросла, розпочала також різко зростати смертність унаслідок коронавірусної хвороби, хоча влада країни заперечувала значне зростання смертності внаслідок COVID-19.

## Хронологія

### 2020

#### Лютий
10 лютого авіакомпанія «Somon Air» здійснила чартерний рейс до Уханя, яким евакуювала 44 громадян Таджикистану. Рейсом також доставлений гуманітарний вантаж, включно із засобами медичного призначення, з Таджикистану до Уханя. 13 лютого у країні надрукували та поширили 13 000 настанов та рекомендацій Всесвітньої організації охорони здоров'я зі зниження ризику інфікування та поширення коронавірусної інфекції для громадян Таджикистану. На той час під наглядом лікарів у Таджикистані знаходились 900 громадян країни, які прибули з Китаю, хворих коронавірусом серед них не виявлено. 21 лютого Президент Таджикистану Емомалі Рахмон отримав листа від Голови КНР Сі Цзіньпіна, у якому він подякував таджицькому президенту за надану допомогу в боротьбі з епідемією коронавірусної хвороби. На 21 лютого під спостереженням в інфекційних лікарнях країни знаходились 1066 громадян Таджикистану, які прибули з Китаю після 1 лютого 2020 року, з них 577 визнані здоровими та виписані з карантину. Жодного випадку коронавірусної хвороби серед осіб, які знаходились на карантині, не виявлено. 26 лютого 63 громадянина Таджикистану (46 таджицьких студенів, які начались в Ухані, та 16 членів екіпажу літака авіакомпанії «Somon Air», які здійснювали їх евакуацію з Китаю 11 лютого) виписані з карантину. Жоден із громадян, які знаходились на карантині, не мав ознак гострого респіраторного захворювання. Станом на 24 лютого 1148 таджицьких громадян, які прибули до країни з Китаю після 1 лютого, відбували встановлений карантин, і 955 з них уже були виписані з карантину. 4 березня священнослужителі низки мечетей у столиці країни Душанбе попросили віруючих не приходити на традиційну молитву у п'ятницю.

#### Березень
На початку березня влада Таджикистану заборонила в'їзд до країни громадянам 35 країн, у тому числі Великої Британії, США та Канади. 3 березня влада Таджикистані послабила заборону на в'їзд, залишивши заборону для громадян п'яти країн: Китаю, Ірану, Афганістану, Південної Кореї та Італії. Панічні покупки, які розпочались на фоні чуток про поширення епідемії в сусідніх країнах, призвели до зростання цін та дефіциту основних продуктів харчування. 5 березня представник міністерства охорони здоров'я та соціального захисту населення заявив, що в Таджикистані є достатньо їжі, щоб прогодувати населення країни протягом двох років.
Станом на 18 березня в Таджикистані не зафіксовано захворювань коронавірусною хворобою, тому не скасовувалась підготовка до свята та проведення свята Навруз. Закриття кордонів Росії та сусідніх країн Середньої Азії наприкінці березня завадило сезонним трудовим мігрантам із Таджикистану виїхати до місця роботи. Станом на 18 березня 1890 громадян Таджикистану, які прибули з-за кордону після 1 лютого, знаходились у карантині, а 1426 уже виписались з карантину. Міністерство охорони здоров'я закликало населення країни «не вірити ніяким брехливим чуткам про підтвердження випадків коронавірусу в Таджикистані». Станом на 23 березня 5038 таджицьких громадян, які прибули з-за кордону після 1 лютого, знаходились у карантині, 1981 особа виписана з карантину, 3057 осіб знаходились у карантині (у тому числі 107 іноземних громадян). Випадків коронавірусної хвороби на території країни на 23 березня не виявлено. Для розміщення громадян Таджикистану, які прибули з-за кордону, на карантин підготовлено оздоровчий комплекс в місті Істіклол на півночі країни. Антикризовий інформаційний центр при міністерстві охорони здоров'я та соціального захисту країни активізував цілодобову гарячу телефонну лінію за номером 511 для відповідей на запитання від усіх громадян Таджикистану, пов'язані з коронавірусом. 26 та 27 березня відбулись наради владних структур країни щодо запобігання поширенню коронавірусу в країні. Станом на 27 березня 5919 громадян Таджикистану, які прибули з-за кордону після 1 лютого, знаходились на карантині, а 2050 вже виписані з нього. Жодного випадку коронавірусної хвороби в країні на 27 березня не підтверджено. На 30 березня знаходились у карантині 6159 таджицьких громадян, які прибули з-за кордону після 1 лютого, з яких 2146 виписані з карантину здоровими, а за 4013 громадянами проводилось подальше спостереження. Жодного хворого на коронавірусну хворобу на цей день у країні не виявлено. Наприкінці березня з'явилась фотографія президента країни Емомалі Рахмона, який брав участь у багатолюдних масових заходах.

#### Квітень
Станом на 2 квітня 6272 особи, які прибули до Таджикистану з-за кордону після 1 лютого, знаходились на карантині, з них 2559 осіб виписані з нього, під спостереженням залишались 3913 осіб. Жодного випадку коронавірусної хвороби на 2 квітня в країні не було підтверджено. До 3 квітня носіння захисних масок, хоча й не було затверджено офіційно, стало звичним для країни, у тому числі у віддалених селах, після весняних канікул у Таджикистані відкрились школи. Того ж дня президент країни Емомалі Рахмон та президент Узбекистану Шавкат Мірзійоєв провели телефонну розмову, у якій серед інших питань обговорили координацію зусиль з боротьби з коронавірусом. 60-річний хворий, який знаходився на карантині, помер у центральній районній лікарні Расуловської нохії Согдійської області від пневмонії, а медичні працівники, які з ним контактували, мусили пройти карантин, що спричинило чутки, що пацієнт помер від коронавірусу. Проте медичні керівники району повідомили, що у хворого тест на коронавірусну хворобу, який той проходив перед смертю, був негативний. Станом на 6 квітня у карантині знаходились 7411 осіб, які прибули до Таджикистану з-за кордону, 2991 особа виписана з карантину, під спостереженням надалі знаходились 2730 осіб. Майже 3000 осіб пройшли тестування на коронавірус, у всіх них результат обстеження був негативним. Жодного випадку коронавірусної хвороби на 6 квітня в країні не підтверджено. У Расуловській нохії 13 осіб, які знаходились на карантині з 5 квітня, пройшли обстеження на коронавірус. 6 медичних закладів у Худжанді та 12 у інших регіонах країни підготовлені до роботи в умовах карантину, всі тести на коронавірус у лікарнях мали бути безкоштовними. 9 квітня президент країни Емомалі Рахмон мав телефонну розмову із президентом Казахстану Касим-Жомартом Токаєвим, під час розмови президенти також обговорювали координацію зусиль із запобігання поширення коронавірусної хвороби. Казахстанський президент повідомив, що погодився надати Таджикистану 5000 тонн борошна як гуманітарну допомогу. Того ж дня відбулась ще одна телефонна розмова президентів Таджикистану та Узбекистану, серед тем розмови також обговорювалась подальша координація дій з боротьби з поширенням коронавірусу. На 10 квітня 7367 осіб, які прибули до Таджикистану з-за кордону, знаходились у карантині, 5482 з них виписалися з карантину, 1880 осіб ще знаходились у карантині. 13 квітня міністр закордонних справ Сіроджиддін Мухріддін зустрівся з представником Європейського Союзу в Таджикистані Мерилін Йозефсон. Вона повідомила про плани виділити Таджикистану 48 мільйонів євро для подолання наслідків пандемії. 14 квітня міністр охорони здоров'я та соціального захисту Насім Олімзода заявив, що в Таджикистані коронавірусної хвороби не виявлено. Олімзода пояснив відсутність підтверждених випадків коронавірусної хвороби в Таджикистані наслідком введеного карантину для всіх осіб, які в'їзджають до Таджикистану з-за кордону, для попередження поширення хвороби у зв'язку з небезпекою безсимптомного носійства вірусу у цих осіб. Міністерство з надзвичайних ситуацій Узбекистану надало допомогу Таджикистану, включно з 1000 тонн борошна, антисептики та дезинфікуючі засоби, медичні халати, рукавички, маски та медичне взуття, респіратори та захисні окуляри. Компанія «Таджикгідроелектромонтаж» закупила для міського управління охорони здоров'я Душанбе 20000 тестів на коронавірус, 10 апаратів для штучної вентиляції легень та 500 комплектів спеціального медичного одягу загальною вартістю понад 5 мільйонів сомоні.
Станом на 17 квітня у карантині знаходились 7871 осіб, які прибув з-за кордону після 1 лютого, 6488 з них виписані з карантину; 1523 особи все ще перебували в карантині. Випадків коронавірусної інфекції серед них офіційно не зареєстровано. У країні на той час зареєстровано лише захворювання на ГРВІ, грип, пневмонію, астму та тиф. Президент країни виступив перед новообраними депутатами Меджлісу Таджикистану з промовою щодо ситуації з поширенням коронавірусної інфекції. Начальник відділу прокуратури міста Душанбе Джалоліддін Абдулджабборзода захворів невідомою інфекцією 15 квітня, та помер 19 квітня, проте представники міністерства охорони здоров'я країни повідомили, що він помер від грипу H1N1, та заперечили будь-які припущення щодо того, що він помер від коронавірусної хвороби. Проте за повідомленням Радіо Свобода, поховання Абдулджабборзоди проводив спеціальний медичний персонал у захисних костюмах. Через початок пандемії коронавірусної хвороби в Росії таджицьким трудовим мігрантам у Росії, які зазвичай відправляють гроші своїм родинам до Таджикистану, перестали виплачувати зароблені кошти. Посол Таджикистану в Росії Імомуддін Сатторов закликав власників підприємств у Росії, де працюють громадяни Таджикистану, утриматися від звільнення таджицьких робітників. Президент країни Емомалі Рахмон закликав мусульман країни відмовитися від посту в Рамадан, заявивши, що голодування зробить людей більш сприйнятливими до інфекційних захворювань. 23 квітня уряд Таджикистану закрив на карантин школи на два тижні для запобігання поширення коронавірусу, та тимчасово заборонив вивезення зерна та бобових культур з країни задля збереження внутрішніх ресурсів країни. На 23 квітня у Таджикистані офіційно не зареєстровано випадків коронавірусної хвороби. Станом на кінець квітня кордони країни та всі мечеті Таджикистану були закриті. Станом на 27 квітня в Таджикистані проведено 4100 тестів на коронавірус, усі з яких були від'ємними. Представник ВООЗ у Таджикистані Галина Перфільєва, яка спочатку підтримувала позицію уряду Таджикистану відносно того, що країна залишається вільною від коронавірусу, пізніше сказала: «Неможливо прийти до висновку, що в Таджикистані немає коронавірусної інфекції».
Таджикистан став однією з небагатьох країн, яка не зупиняла турніри в професійних спортивних лігах під час пандемії, навіть після того, як їх скасували у більшості країн світу. Проте 27 квітня футбольний чемпіонат країни був призупинений до 10 травня.
30 квітня міністерство охорони здоров'я країни повідомило, що станом на 29 квітня в країні зареєстровано 15 підтверджених випадків коронавірусної хвороби: 10 у Худжанді та 5 у Душанбе. До цього у представників засобів масової інформації неодноразово виникали питання щодо відсутності підтверджених випадків коронавірусної хвороби у країні.

#### Травень
На 1 травня у країні зареєстровано 32 випадки коронавірусної хвороби, із яких 17 виявлено в Душанбе, 5 — у містах та районах республіканського підпорядкування, 10 виявлено в Согдійській області.
2 травня влада країни повідомила про 76 підтверджених випадків коронавірусної хвороби, повідомлено також, що 2 хворих померли від коронавірусної хвороби. Усім громадянам наказано одягати захисні маски, коли вони знаходяться поза межами свого помешкання.
3 травня кількість підтверджених випадків коронавірусної хвороби в країні зросла до 128. Міський голова Душанбе заявив, що прийнято рішення про будівництво тимчасових лікарень для лікування хворих коронавірусною хворобою на 3000 ліжок.
4 травня підтверджено ще 102 нових випадки коронавірусної хвороби, загальна кількість випадків по країні зросла до 230. у тому числі 110 випадків у Душанбе, 22 випадки у містах і районах республіканського підпорядкування, 7 у Горно-Бадахшанській автономній області, 21 у Хатлонській області, 70 у Согдійській області, випадки хвороби зареєстровані у всіх регіонах країни.
6 травня Федерація футболу Таджикистану продовжила призупинення футбольних змагань на невизначений термін.
Станом на 8 травня у країні зареєстровано 461 випадок захворювання, 12 хворих померли.

#### Липень

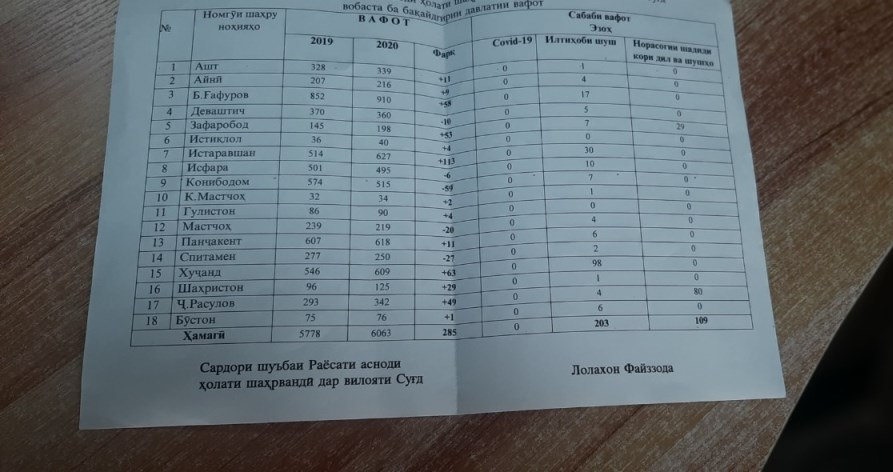
Актові записи про смерть Согдійського РАГСу за перше півріччя 2020 року

15 липня під час прес-конференції в Согдійському РАГСі повідомили, що за перше півріччя 2020 року в області від пневмонії померли 203 особи, від хвороб серця та інших захворювань легенів — 109 осіб. Водночас зазначено, що в «жодній медичній документації причиною смерті COVID-19 не вказано».

### 2021

#### Січень
Станом на 13 січня 2021 року уряд Таджикистану повідомив, що всі випадки хвороби або одужали, або померли, й країна стала вільною від COVID-19 вперше з квітня 2020 року. Таджикистан став першою країною в Центральній Азії, в якій вдалося викорінити COVID-19, і це могла бути єдина країна з понад 10 тисячами випадків загалом, де не було б після цього активних випадків. Однак, незважаючи на швидке зниження кількості випадків хвороби, без подальших карантинних заходів або політики вакцинації, зважаючи на те, що кількість активних випадків хвороби під час триваючої пандемії перевищує 1000 у сусідніх країнах, зокрема в Узбекистані, Киргизстані та Афганістані, тому малоймовірно, що вірус викорінено в країні.

#### Червень
За 5 місяців і 12 днів у Таджикистані зареєстровано 63 нових випадки COVID-19.

#### Липень
3 липня Таджикистан запровадив обов'язкову вакцинацію від коронавірусу.

## Гуманітарна допомога

### Закордонна допомога

#### Німеччина
На офіційний запит міністерства охорони здоров'я та соціального захисту Таджикистану та за фінансової підтримки федерального міністерства економічного співробітництва та розвитку Німеччини, 1 травня філія Німецької асоціації Карітас в Таджикистані надала гуманітарну допомогу на суму близько 3500 євро 16 містам та районам Таджикистану. До складу цієї гуманітарної допомоги, спрямованої на профілактику поширення COVID-19, входили 2000 захисних костюмів, 810 гігієнічних наборів та 400 упаковок продуктів харчування.

#### Китай
Уряд Китаю надав гуманітарну допомогу Таджикистану для підтримки зусиль владних структур Таджикистану щодо запобігання поширення коронавірусної інфекції. Церемонія передачі допомоги відбулась 30 березня на таджицько-китайському кордоні в Горно-Бадахшанській автономній області. Згідно повідомлення прес-служби міністерства закордонних справ Таджикистану, до складу цієї допомоги входили 2000 комплектів реагентів для виявлення коронавірусу, 1000 медичних захисних комбінезонів, 500 безконтактних термометрів, 1000 медіальних окулярів, 1000 пар одноразових медичних рукавичок, 1000 пар одноразових медичних окулярів.

#### Казахстан
У відповідь на прохання урядів Таджикистану та Киргизстану щодо допомоги у зв'язку зі стрімким поширенням коронавірусної хвороби, уряд Казахстану вирішив надати допомогу своїм сусідам по центральноазійському регіону. У квітні 2020 року президент Казахстану Касим-Жомарт Токаєв вирішив надати обом сусіднім країнам по 5000 тон борошна на суму більш ніж 3 мільйони доларів. Обидві країни подали екстрене звернення до МВФ щодо додаткового фінансування у зв'язку з епідемією коронавіруса. За словами представника МВФ, Таджикистан потенційно може отримати еквівалент квоти МВФ, яка становить приблизно 240 мільйонів доларів. Сусідний Киргизстан, який вже отримав 121 мільйонів доларів від фонду цього року, попросив подвоїти суму, повністю використавши цьогорічну квоту фінансування від фонду.

#### Узбекистан
9 квітня уряд Узбекистану надав Таджикистану гуманітарну допомогу на суму близько 2,5 мільйонів доларів США. Ця допомога, яка відправлена у 18 залізничних вантажних вагонах, включала 1000 тонн пшеничного борошна, медичні засоби захисту, включно з дезинфікуючими засобами, медичними халатами, одноразовими медичними рукавичками, медичними окулярами, захисними масками та одноразовим медичним взуттям.
8 травня згідно доручення президента Узбекистану до країни направлені 8 узбецьких вірусологів та 10 тонн медичного обладнання, включно з 10 апаратами для штучної вентиляції легень.
9 травня з Узбекистану до Таджикистану відправлено 144 контейнери з медичним обладнанням для будівництва тимчасової лікарні в Душанбе на стадіоні «Бофанда».

#### США
Через USAID США надали Таджикистану понад 3 мільйони доз вакцини проти COVID-19, розробленої американськими брендами «Pfizer» і «Moderna», а також 13,5 мільйонів доларів на обладнання та технічну підтримку для медичних товарів, засобів захисту, модернізації медичних лабораторій, та навчання як для посадових осіб системи охорони здоров'я, так і для медичних працівників.

### Гуманітарна закордонна допомога, яка видавалась за допомогу місцевих органів влади
У кінці травня владні структури Таджикистану потрапили в скандал, де в об'єктиви камер потрапили пакунки з благодійними ліками від місцевої компанії «Авесто Груп», які у дійсності виявилась гуманітарною допомогою Китаю для Таджикистану. Відео про це потрапило в мережу Інтернет, де помітно логотипи таджцько-китайської дружби на пакунках з гуманітарною допомогою. Користувачі соціальних мереж обурювалися та жорстко критикували компанію «Авесто Груп», у якій, за даними опозиційних структур, частина акції належить Рустаму Емомалі, сину президента країни, голові однієї з палат таджицького парламенту.

## Вплив пандемії

### Вплив на журналістику
Таджицький експерт Марат Мамадшоєв повідомив, що в Таджикистані обмежено публікації в пресі щодо становища з поширенням коронавірусної хвороби. За його словами, у країні роками порушується право на свободу преси. Більшість засобів масової інформації перебувають під контролем уряду, переважна більшість з них знаходяться у державній власності. Зміст повідомлень у засобах масової інформації, особливо на радіо та телебаченні, жорстко контролюється владою. Незалежні теле- та радіостанції змушені проводити самоцензуру своїх повідомлень, щоб не втратити ліцензії на роботу, тому часто зміст їх повідомлень має розважальний характер. Значну роль у відсутності критики уряду з боку незалежних журналістів є їх кримінальне переслідування. Таджикистан постійно займає низькі місця в оцінці свободи преси за рейтингами багатьох авторитетних міжнародних організацій. Кілька десятків таджицьких журналістів, які публікували критичні статті щодо діяльності владних структур країни, вимушені були просити політичний притулок за кордоном.